# Andromastax muricatus
Andromastax muricatus is een eenoogkreeftjessoort uit de familie van de Aegisthidae. De wetenschappelijke naam van de soort is voor het eerst geldig gepubliceerd in 1999 door Conroy-Dalton & Huys.